# Centro Acuático de Londres

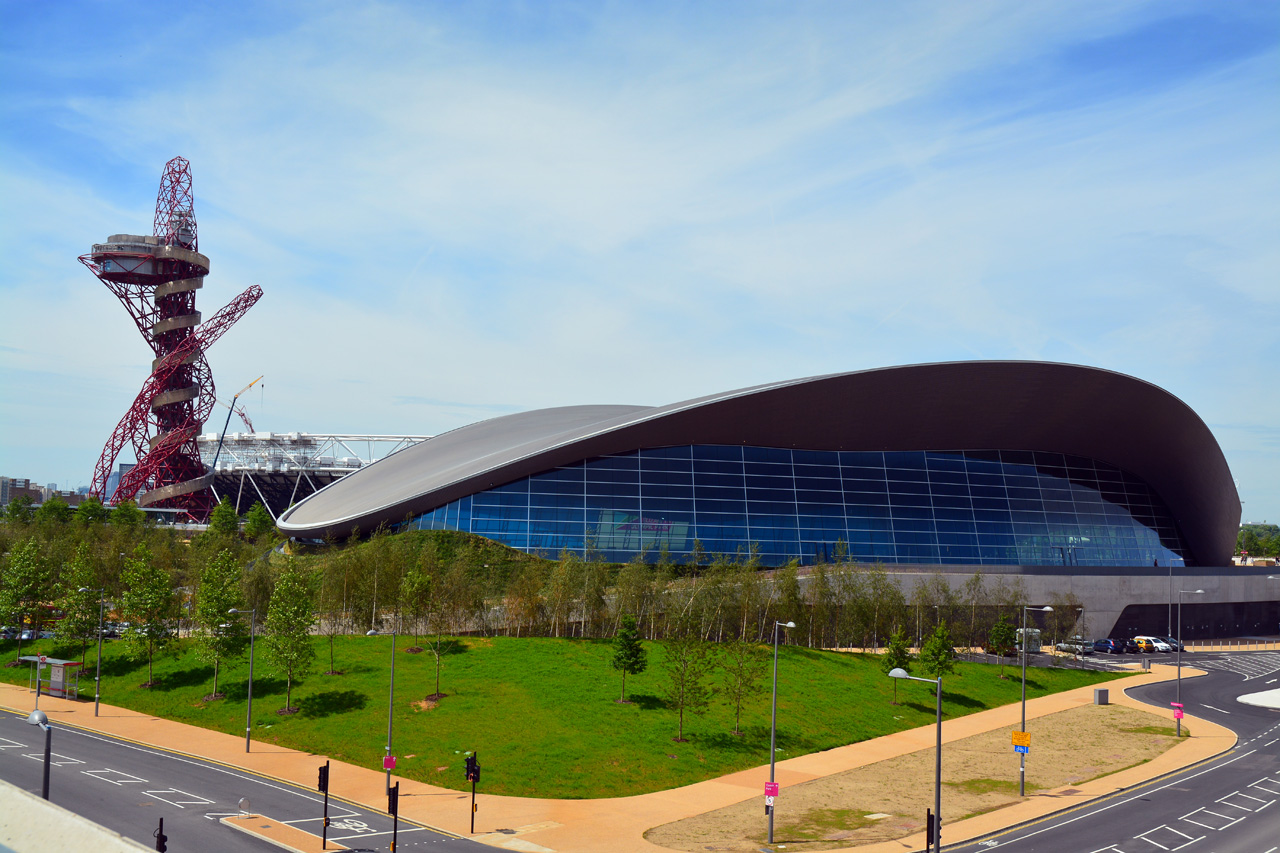
Centro Acuático en 2014, tras la reforma posterior a los Juegos Olímpicos.

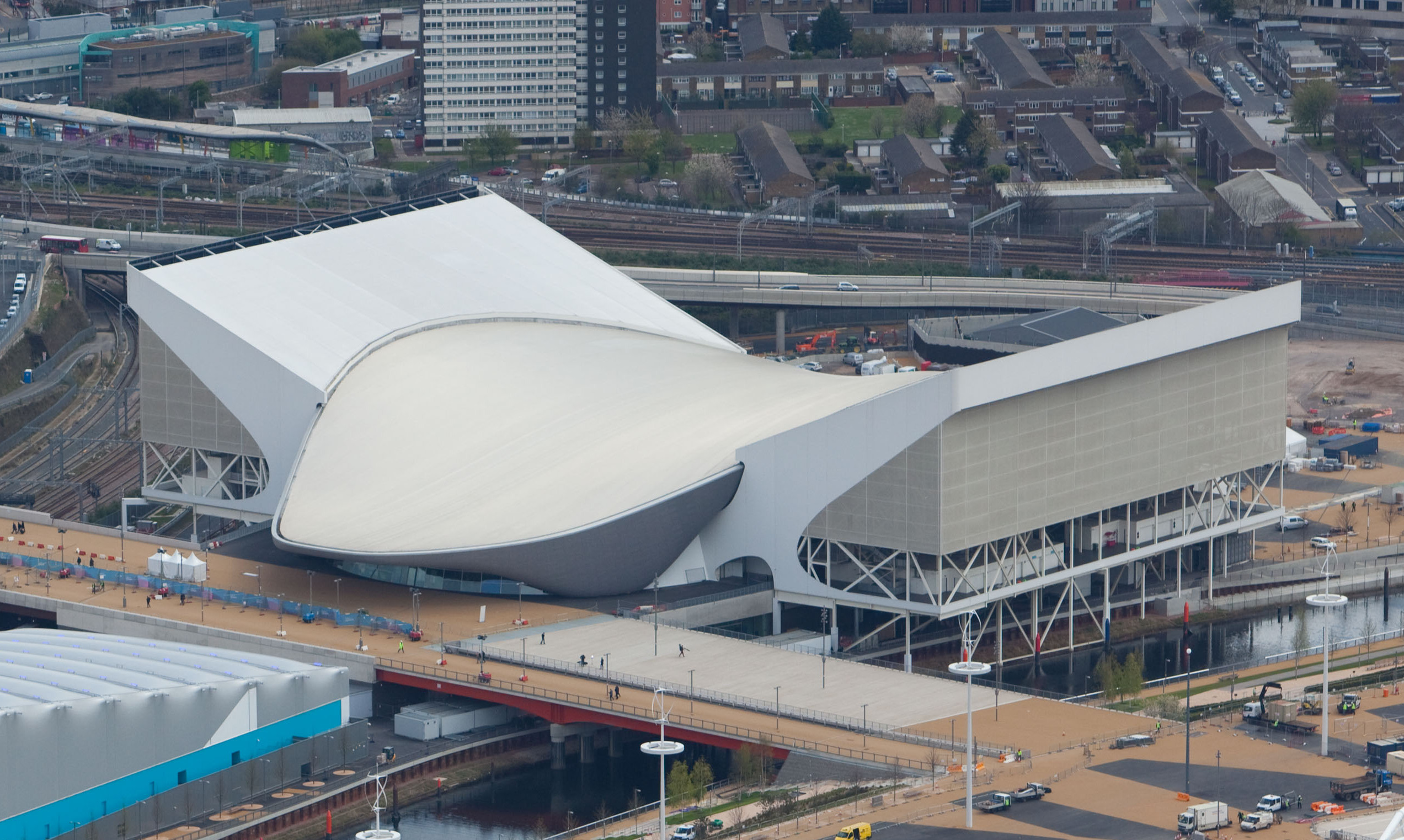
Centro Acuático durante los Juegos Olímpicos de 2012.

El Centro Acuático de 2012 (en inglés: London Aquatics Centre) es un centro deportivo, y uno de los principales lugares de celebración de los Juegos Olímpicos y Paralímpicos de Londres 2012. Diseñado por la arquitecta iraquí Zaha Hadid, el centro está ubicado en el Parque Olímpico en Stratford en el este de Londres. 
Durante los Juegos Olímpicos, tenía una capacidad para 17.500 personas, que posteriormente fue reducida a 2500 personas con capacidad de 1000 asientos adicionales, al remover las dos alas laterales que sirvieron de gradas durante los juegos. Asimismo, también fue desmantelado el adyacente Water Polo Arena. 
Tras la reforma, las instalaciones se abrieron al público el 1 de marzo de 2014, sirviendo en la actualidad como centro deportivo para los vecinos de Londres, así como recinto para otros eventos deportivos como las World Series de Saltos de la Federación Internacional de Natación en 2014 y 2019.